# Walter P. McConaughy

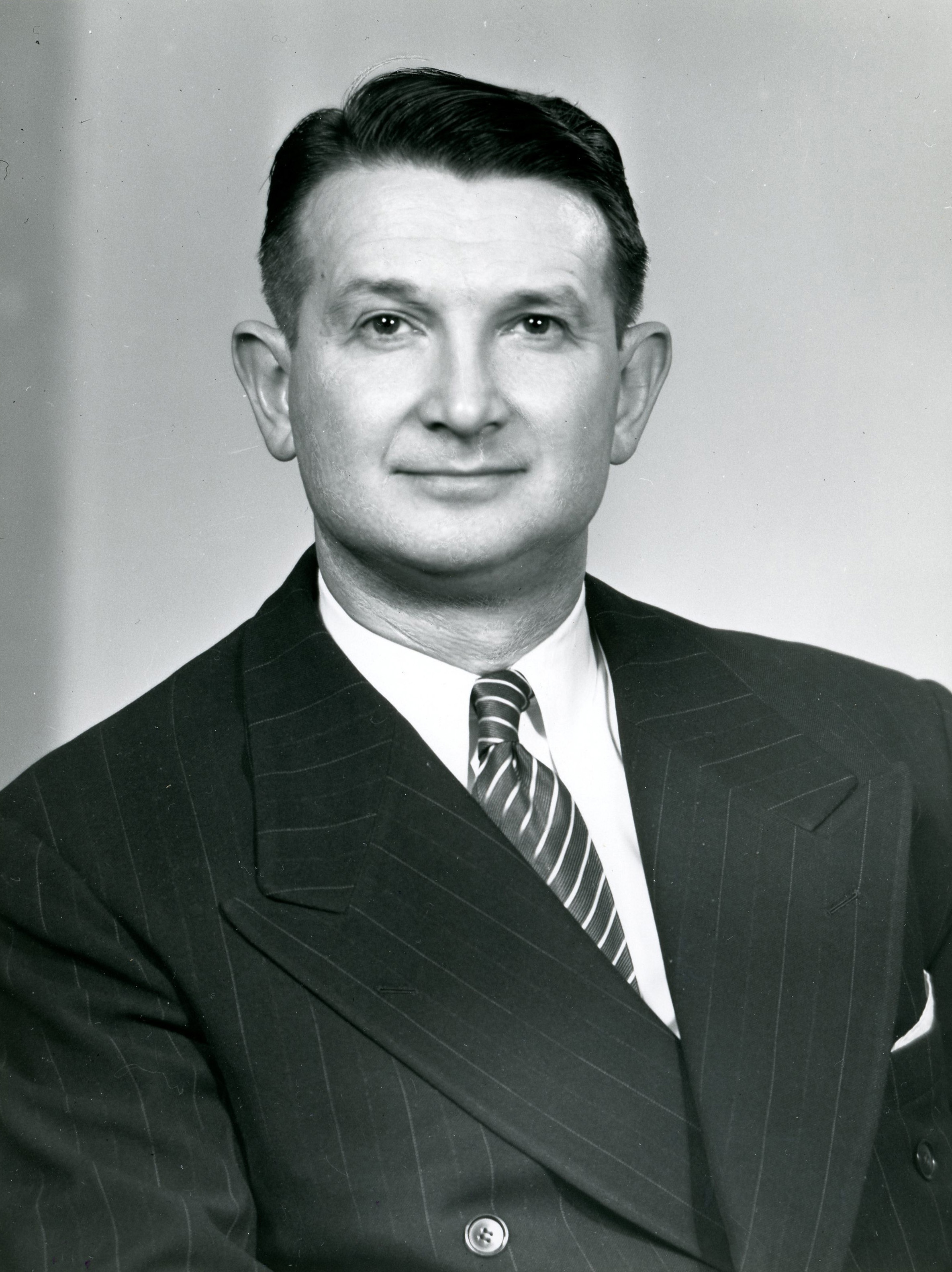
Walter P. McConaughy (1953)

Walter Patrick McConaughy, Jr. (* 11. September 1908 in Montevallo, Alabama; † 10. November 2000 in Atlanta, Georgia) war ein US-amerikanischer Diplomat, der zwischen 1957 und 1959 Botschafter in Burma, von 1959 bis 1961 Botschafter in Südkorea, 1961 Assistant Secretary of State for Far Eastern Affairs sowie zwischen 1962 und 1966 Botschafter in Pakistan war. Zuletzt fungierte er 1966 und 1974 als Botschafter in der Republik China.

## Leben

### Studium und Beginn der diplomatischen Laufbahn
McConaughy absolvierte nach dem Schulbesuch ein grundständiges Studium am Birmingham–Southern College (BSC), das er 1928 mit einem Bachelor of Arts (B.A.) abschloss. Danach studierte er von 1928 bis 1930 an der Duke University und trat danach in den auswärtigen Dienst ein. Anfangs war er in Mexiko von 1931 bis 1932 Vizekonsul in Tampico und wechselte daraufhin nach Japan, wo er zunächst zwischen 1932 und 1934 Vizekonsul in Kōbe sowie von 1934 bis 1937 Vizekonsul in dem damals unter Herrschaft des Japanischen Kaiserreiches stehenden Taihoku. Nachdem er zwischen 1937 und 1938 abermals Vizekonsul in Kōbe war, fungierte er von 1938 bis 1939 als Vizekonsul in Osaka und im Anschluss 1939 für einen Monat als Vizekonsul in Nagasaki.
1941 wechselte McConaughy als Zweiter Sekretär an die Botschaft in der Republik China. Er arbeitete von 1942 bis 1944 als Zweiter Sekretär und Konsul an der Botschaft in Bolivien sowie zwischen 1944 und 1947 als Erster Sekretär und Konsul an der Botschaft in Brasilien, ehe er 1948 nach China zurückkehrte und bis 1950 als Leiter des Generalkonsulats in Shanghai wirkte. Im November 1950 übernahm er als Nachfolger von Karl Rankin den Posten als Generalkonsul in Hongkong und verblieb dort bis Juni 1952. 1952 kehrte er in die USA zurück und war bis 1957 Leiter des China-Referats im US-Außenministerium.

### Botschafter undAssistant Secretary of State for Far Eastern Affairs
Am 20. August 1957 übernahm McConaughy seinen ersten Botschafterposten, und zwar als Nachfolger von Joseph C. Satterthwaite als Botschafter in Burma. Dort war er bis zum 2. November 1959 tätig. Er selbst wiederum löste am 17. Dezember 1959 Walter C. Dowling als Botschafter in Südkorea ab und verblieb bis zum 12. April 1961 auf diesem diplomatischen Posten, ehe am 27. Juni 1961 Samuel D. Berger die dortige Nachfolge antrat.
Als Nachfolger von J. Graham Parsons wurde McConaughy am 24. April 1961 zum Assistant Secretary of State for Far Eastern Affairs ernannt und war damit Leiter des Referats für den Fernen Osten im US-Außenministerium. Er übte diese Funktion bis zum 3. Dezember 1961 aus und wurde am darauf folgenden 4. Dezember 1961 durch W. Averell Harriman abgelöst. Er selbst wurde wiederum am 20. März 1962 als Nachfolger von William M. Rountree Botschafter in Pakistan und bekleidete diesen Posten bis zum 27. Mai 1966.
Zuletzt wurde McConaughy am 28. Juni 1966 Nachfolger des ehemaligen Admiral Jerauld Wright als Botschafter der USA in Taiwan und verblieb dort bis zu seinem Eintritt in den Ruhestand am 4. April 1974. In seine dortige Amtszeit fiel die Verbesserung der sino-amerikanischen Beziehungen, die letztlich dazu führten, dass im Zuge der sogenannten Ping-Pong-Diplomatie Richard Nixon als erster US-Präsident im Februar 1972 die Volksrepublik China besuchte.
Aus seiner 1937 mit Dorothy Davis geschlossenen Ehe gingen die Töchter Dru McConaughy und Patricia Myers hervor.